# Irene Geismeier
Irene Geismeier (geb. Kämmer, * 2. Dezember 1935 in Jena) ist eine deutsche Kunsthistorikerin und war langjährige Direktorin der Gemäldegalerie des Bode-Museums Berlin.

## Leben und Wirken
1951 nahm Irene Geismeier an den Weltfestspielen der Jugend in Ost-Berlin teil. Nach dem Abitur studierte sie Kunstgeschichte an der Friedrich-Schiller-Universität Jena und der Humboldt-Universität zu Berlin. Sie wirkte seit 1957 in der Gemäldegalerie des Bode-Museums Berlin und war als Nachfolgerin des nach West-Berlin geflohenen Hans Werner Grohn von 1960 bis 1990 Direktorin dieser Galerie. Im Jahre 1972 wurde sie an der Humboldt-Universität zum Doktor phil. promoviert. Von 1990 bis Ende 1999 war sie stellvertretende Direktorin ebenda. Die Gemäldegalerie wurde in dieser Zeit mit der bisher in Berlin-Dahlem vorhandenen Sammlung vereinigt. 
Außer ihrer Tätigkeit als Leiterin des Bode-Museums trat Irene Geismeier mit Publikationen zur Galeriegeschichte sowie zur Niederländischen Malerei hervor. 1988 recherchierte sie den Verbleib des vermutlich 1945 verbrannten Gemäldes „Der heilige Sebastian“ von Giovanni Contarini (1549–1605), das angeblich am 23. Juni 1982 bei Sotheby’s versteigert wurde. Beide Bilder sind aber nicht identisch. Bis Ende 1999 organisierte sie eine bis dahin einmalige Aufstellung des Fremdbesitzes des Museums. Mit dem Jahresende 1999/2000 ging sie als Direktorin des Bode-Museums in Berlin in Pension. 2008 hielt sie einen Vortrag über Max J. Friedländer im Foyer des Kupferstichkabinetts der Staatlichen Museen zu Berlin.
Irene Geismeier war die erste Ehefrau von Willi Geismeier (1934–2007) und hatte mit ihm drei gemeinsame Söhne.

## Publikationen (Auswahl)
- Die Gemäldegalerie der Staatlichen Museen zu Berlin. Dissertation, 1972
- Niederländische Landschaftsmalerei des 17. Jahrhunderts. Staatliche Museen zu Berlin, Berlin 1967.
- 4., erweiterte Auflage, als: Malerei 13. - 18. Jahrhundert im Bodemuseum. Henschel, Berlin 1990.
- Europäische Malerei, 14.–18. Jahrhundert, im Bode-Museum. Staatliche Museen, Gemäldegalerie, Berlin 1963.
- Rembrandt Harmensz van Rijn (= Seemann Kunstmappe). Seemann, Leipzig 1977, 5. Auflage 1989.
- Dokumentation des Fremdbesitzes. Teil 1: Gemäldegalerie. Verzeichnis der in der Galerie eingelagerten Bilder unbekannter Herkunft. Staatliche Museen zu Berlin, Berlin 1999, ISBN 3-88609-366-2.